# أوسينينغ (نيويورك)
أوسينينغ (بالإنجليزية: Ossining)‏ هي قرية في ولاية نيويورك الأمريكية.
يبلغ عدد سكانها حسب تعداد سنة 2000: 24,010 نسمة. ويبلغ عددهم حسب تقدير 2007 حوالي:23,920 نسمة.

## التركيبة السكانية
حدّد مكتب تعداد الولايات المتحدة بيانات التركيبة السكانية لأوسينينغ في تعداد الولايات المتحدة. في ما يلي، التركيبة السكانية حسب تعدادي 2000 و2010.

### تعداد عام 2000
بلغ عدد سكان أوسينينغ 24,010 نسمة بحسب تعداد عام 2000، وبلغ عدد الأسر 8,227 أسرة وعدد العائلات 5,343 عائلة مقيمة في القرية. في حين سجلت الكثافة السكانية 1,464 نسمة لكل كيلومتر مربع (3,791.7/ميل2). وبلغ عدد الوحدات السكنية 8,515 وحدة بمتوسط كثافة قدره 519.2 لكل كيلومتر مربع (1,344.7/ميل2).
وتوزع التركيب العرقي للقرية بنسبة 60.47% من البيض و20.23% من الأمريكيين الأفارقة و0.48% من الأمريكيين الأصليين و4.18% من الأمريكيين ذوي الأصول الآسيوية و0.01% من سكان جزر المحيط الهادئ و10.44% من الأعراق الأخرى و4.18% من عرقين مختلطين أو أكثر و27.71% من الهسبانيون أو اللاتينيون من أي عرق.
بلغ عدد الأسر 8,227 أسرة كانت نسبة 33.8% منها لديها أطفال تحت سن الثامنة عشر تعيش معهم، وبلغت نسبة الأزواج القاطنين مع بعضهم البعض 47% من أصل المجموع الكلي للأسر، ونسبة 12.9% من الأسر كان لديها معيلات من الإناث دون وجود شريك، بينما كانت نسبة 5.1% من الأسر لديها معيلون من الذكور دون وجود شريكة وكانت نسبة 35.1% من غير العائلات. تألفت نسبة 28.9% من أصل جميع الأسر من عدة أفراد يعيشون في نفس المنزل ونسبة 9.6% كانت تتألف من شخص يعيش بمفرده يبلغ من العمر 65 عاماً أو أكثر. وبلغ متوسط حجم الأسرة المعيشية 2.61، أما متوسط حجم العائلات فبلغ 3.17.
بلغ العمر الوسطي للسكان 35.7 عاماً. وكانت نسبة 20.6% من القاطنين تحت سن الثامنة عشر، وكانت نسبة 7.3% بين الثامنة عشر والرابعة والعشرين عاماً، ونسبة 32.1% كانت واقعةً في الفئة العمرية ما بين الخامسة والعشرين والرابعة والأربعين عاماً، ونسبة 19.3% كانت ما بين الخامسة والأربعين والرابعة والستين، ونسبة 10.1% كانت ضمن فئة الخامسة والستين عاماً فما فوق. يوجد لكل 100 أنثى 98.4 ذكر، ويوجد لكل 100 أنثى في الثامنة عشر من عمرها فما فوق 94.8 ذكر.
بلغ متوسط دخل الأسرة في القرية 52,185 دولارًا، أما متوسط دخل العائلة فبلغ 60,179 دولارًا. وكان متوسط دخل الذكور 40,412 دولارًا مقابل 36,975 دولارًا للإناث. وسجل دخل الفرد الخاص بالقرية 25,036 دولارًا. وكانت نسبة 7.6% من العائلات ونسبة 10.6% من السكان تحت خط الفقر، وكان من هؤلاء نسبة 13.3% تحت سن الثامنة عشر ونسبة 8.3% في الخامسة والستين من العمر وما فوق.

### تعداد عام 2010
بلغ عدد سكان أوسينينغ 25,060 نسمة بحسب تعداد عام 2010، وبلغ عدد الأسر 8,344 أسرة وعدد العائلات 5,562 عائلة مقيمة في القرية. في حين سجلت الكثافة السكانية 1,528 نسمة لكل كيلومتر مربع (3,957.5/ميل2). وبلغ عدد الوحدات السكنية 8,862 وحدة بمتوسط كثافة قدره 540.4 لكل كيلومتر مربع (1,399.6/ميل2).
وتوزع التركيب العرقي للقرية بنسبة 54.57% من البيض و17.17% من الأمريكيين الأفارقة و0.58% من الأمريكيين الأصليين و4.24% من الأمريكيين ذوي الأصول الآسيوية و0.04% من سكان جزر المحيط الهادئ و19.31% من الأعراق الأخرى و4.09% من عرقين مختلطين أو أكثر و41.40% من الهسبانيون أو اللاتينيون من أي عرق.
بلغ عدد الأسر 8,344 أسرة كانت نسبة 36.9% منها لديها أطفال تحت سن الثامنة عشر تعيش معهم، وبلغت نسبة الأزواج القاطنين مع بعضهم البعض 46.6% من أصل المجموع الكلي للأسر، ونسبة 14% من الأسر كان لديها معيلات من الإناث دون وجود شريك، بينما كانت نسبة 6% من الأسر لديها معيلون من الذكور دون وجود شريكة وكانت نسبة 33.3% من غير العائلات. تألفت نسبة 26.7% من أصل جميع الأسر من عدة أفراد يعيشون في نفس المنزل ونسبة 9% كانت تتألف من شخص يعيش بمفرده يبلغ من العمر 65 عاماً أو أكثر. وبلغ متوسط حجم الأسرة المعيشية 2.78، أما متوسط حجم العائلات فبلغ 3.28.
بلغ العمر الوسطي للسكان 36.6 عاماً. وكانت نسبة 21.3% من القاطنين تحت سن الثامنة عشر، وكانت نسبة 8.2% بين الثامنة عشر والرابعة والعشرين عاماً، ونسبة 34.5% كانت واقعةً في الفئة العمرية ما بين الخامسة والعشرين والرابعة والأربعين عاماً، ونسبة 25.5% كانت ما بين الخامسة والأربعين والرابعة والستين، ونسبة 10.4% كانت ضمن فئة الخامسة والستين عاماً فما فوق. وتوزع التركيب الجنسي للسكان بنسبة 53.1% ذكور و46.9% إناث.

## أعلام
- آن فرانسيس
- جيسي لي سوفير
- تيد دانيال
- كارل كورتي
- جون تومسون هوفمان
- جيمس أنتوني والش
- ألبرت فينك